# Djibrilo Iafa
Djibrilo Iafa (nascido em 12 de junho de 1992) é um judoca paraolímpico português que participou nas Paralimpíadas de Verão de 2020 e 2024.

## Biografia
Djibrilo Iafa experimentou pela primeira vez o judo aos 21 anos, tendo antes praticado natação e goalball. Em 2015 fez um estágio internacional em França, e desde então dedicou-se a este desporto. Em 2016 obteve a sua primeira medalha de bronze num meeting internacional na Alemanha, e foi 7.° classificado no Campeonato da Europa, no ano seguinte. Fez a sua estreia paralímpica nos Jogos Paralímpicos de Verão de 2020, na categoria -73kg J1, em judo, onde obteve o 9.° lugar.
Iafa representou Portugal nos Jogos Paralímpicos de Verão de 2024 e ganhou uma medalha de bronze na categoria J1 de -73 kg, que foi a centésima medalha portuguesa nos Jogos Paralímpicos, e a primeira nesta modalidade.
Foi, juntamente com Carolina Duarte, porta-estandarte de Portugal na cerimónia de encerramento dos Jogos.